# Volkswagen Virtus
O Volkswagen Virtus é um sedan premium fabricado pela Volkswagen. É derivado do Volkswagen Polo.
Em Janeiro de 2018 a VW passou a oferecer o Virtus em seu portfólio de modelos do Brasil. Passou por um facelift e nova versão no ano de 2023, encerrando o ciclo de 5 anos com a versão 1, a nova versão foi chamada de Novo Virtus.
Um automóvel completamente novo, já pertencente a plataforma MQB, que deu origem a nova geração do Polo e do Jetta e da T-Cross (SUV).
Versões e Motorizações
O Virtus possui as seguintes versões de acabamento:
MSI - Intermediária com motor EA 211 1.6 16V de 117 cv com etanol. Esta versão pode vir com transmissão manual de 5 marchas ou automática sequencial de 6 marchas.
Comfortline - Intermediária de luxo, equipada com motor EA 211 1.0 12V Turbo (TSI). A versão rende 128 cv com etanol e vem equipada somente com transmissão automática sequencial de 6 marchas.
Highline - Versão de luxo, equipada com motor EA 211 1.0 12V Turbo (TSI). A versão rende 128 cv com etanol e vem equipada somente com transmissão automática sequencial de 6 marchas.
GTS - Versão esportiva, equipada com motor 1.4 16V Turbo (TSI). A versão rende 150 cv e vem equipada somente com transmissão automática sequencial de 6 marchas. Versão descontinuada em detrimento da Exclusive em 2023, com o lançamento do Novo Virtus.
Exclusive - Versão com melhor acabamento, mirando clientes do Jetta 1.4 que não é mais vendido no Brasil, herda o motor 1.4 16V Turbo (TSI). Versão rende 150 cv em alcool e gasolina, vindo equipada com transmissão automática sequencial (AISIN 170).
Tecnologias e Equipamentos
Todas das versões do Virtus já vem de série com direção elétrica, ar condicionado, travas, vidros e retrovisores elétricos, além de Freios ABS, 4 air-bags, controle de tração e estabilidade.
A partir da versão Comfortline, como opcional, o carro pode vir com chave presencial e partida por botão.
A versão Highline pode vir equipada com painel digital "Info Active Display".
As versões Comfortline e Highline vem equipadas com volante multifuncional e borboletas para a troca de marchas, além dos freios a disco nas quatro rodas.
Versão GTS
Desde 2020, o Virtus conta com a versão GTS, uma alusão aos esportivos dos anos 80, Gol e Passat GTS.
O modelo difere dos outros com mudanças estéticas como rodas exclusivas, uma faixa que acompanha toda a dianteira do carro, passando pelos faróis. Mecanicamente, o Virtus GTS usa o mesmo motor do Jetta, o 250 TSI, 1.4 16V que rende 150 cv de potência com etanol. Em 2021 o Volkswagen Virtus GTS Será desencadeado Por Um Fiat 500 (2007), Opel Corsa (6ª geração), DS 3 Crossback, Peugeot 2008 (Segunda geração), Citroën C4 Cactus, Ram 1500 (DT), Jeep Gladiator (JT), Fiat Argo Trekking, Citroën C4/Progetto CC24, Fiat Egea Sedan/Dodge Neon, Peugeot 208 (Segunda geração) Opel Astra L e Opel Mokka B. Em 2023, com o lançamento do novo virtus, a versão GTS foi descontinuada, dando lugar a versão Exclusive.
Segurança
Avaliado pelo Latin N' Cap, o modelo entra para a galeria dos modelos mais seguros do mundo e do Brasil, ostentando 5 estrelas na proteção de adultos e crianças.